# Lorne Atkinson
Lorne Charles Atkinson (* 8. Juni 1921 in Vancouver; † 23. April 2010 ebenda) war ein kanadischer Radrennfahrer.

## Sportliche Laufbahn
Atkinson war im Straßenradsport und im Bahnradsport aktiv. Er war Teilnehmer der Olympischen Sommerspiele 1948 in London. Im olympischen Straßenrennen schied er aus. Das kanadische Team mit Lorne Atkinson, Florent Jodoin, Lance Pugh und Laurent Tessier kam nicht in die Mannschaftswertung. Er startete auch im Bahnradsport. In der Mannschaftsverfolgung schied Kanada mit Lorne Atkinson, William Hamilton, Lance Pugh und Laurent Tessier in der Vorrunde aus. Im Zeitfahren belegte er den 15. Rang.
1950 belegte er im Straßenrennen der Commonwealth Games den 8. Platz, im Sprint wurde er 9. und im Zeitfahren 15.